# Park Ji-woo
Park Ji–woo (Koreaans: 박지우) (29 oktober 1998), Uijeongbu is een Zuid-Koreaans langebaanschaatsster.
In 2014 won Park al medailles op de junioren-World Cup. In december 2015 schaatst ze ook mee bij de senioren. In oktober 2017 wordt ze Koreaans nationaal kampioen op de 5000 meter. Op de Olympische Winterspelen 2018 komt ze voor Zuid-Korea uit op de ploegenachtervolging, waar ze achtste wordt. In oktober 2018 wordt ze nationaal kampioene op de 1500, 3000 en 5000 meter.

## Persoonlijke records[2]
| Afstand    | Tijd    | Datum             | Baan           |
| ---------- | ------- | ----------------- | -------------- |
| 500 meter  | 39,55   | 9 maart 2018      | Salt Lake City |
| 1000 meter | 1.15,92 | 4 december 2021   | Salt Lake City |
| 1500 meter | 1.58,34 | 4 maart 2018      | Salt Lake City |
| 3000 meter | 4.07,53 | 23 september 2017 | Calgary        |
| 5000 meter | 7.18,70 | 19 november 2017  | Stavanger      |

## Resultaten
| Jaar | WK Allround             | WK Afstanden                              | Olympische Spelen           |
| ---- | ----------------------- | ----------------------------------------- | --------------------------- |
| 2017 |                         | 23e 1500m 14e massastart 5e achtervolging |                             |
| 2018 |                         |                                           | 8e achtervolging            |
| 2019 |                         | 21e massastart                            |                             |
| 2020 |                         | 12e massastart                            |                             |
|      |                         |                                           |                             |
| 2022 |                         |                                           | 30e 1000m HF 13e massastart |
| 2023 |                         | 16e massastart                            |                             |
| 2024 | NC22 (15e, 24e, 22e, -) | 11e massastart                            |                             |
| 2025 |                         | 14e massastart                            |                             |